# Torio
Il torio è l'elemento chimico di numero atomico 90 e il suo simbolo è Th. È un metallo attinoide radioattivo ed è uno degli unici due significativi elementi che si trovano ancora radioattivi naturalmente in grandi quantità come elemento primordiale (l'altro è l'uranio). Il torio è stato scoperto nel 1829 dal sacerdote e mineralogista amatoriale norvegese Morten Thrane Esmark e in seguito identificato dal chimico svedese Jöns Jacob Berzelius, che gli diede il nome di Thor, il dio norreno del tuono.
Un atomo di torio possiede 90 protoni e quindi 90 elettroni, di cui quattro elettroni di valenza. È di colore argenteo e diventa nero se esposto all'aria, formando il diossido di torio. Il torio è debolmente radioattivo: tutti i suoi isotopi noti sono instabili. Il torio-232 (232Th), possiede 142 neutroni ed è l'isotopo più stabile di torio rappresentando quasi tutto il torio naturale. Il torio ha la più lunga emivita rispetto a tutti gli elementi significativamente radioattivi: 14,05 miliardi di anni; decade molto lentamente attraverso un decadimento alfa diventando radio-228 (228Ra) e terminando con il piombo-208 (208Pb) stabile. Si stima che il torio sia circa tre o quattro volte più abbondante dell'uranio nella crosta terrestre ed è principalmente raffinato dalle sabbie di monazite come un sottoprodotto di estrazione di metalli delle terre rare.
In passato, il torio veniva comunemente utilizzato come fonte di luce nelle reticelle Auer e come materiale per le leghe metalliche, tuttavia queste applicazioni diminuirono a causa delle preoccupazioni circa la sua radioattività. È comunque ancora ampiamente usato come elemento di lega per la realizzazione di elettrodi per la saldatura TIG (ad un tasso del 1-2% con il tungsteno). Rimane popolare anche come materiale per l'ottica di fascia alta e per la strumentazione scientifica; il torio e l'uranio sono gli unici elementi significativamente radioattivi le cui principali applicazioni commerciali non si basano sulla loro radioattività. Si prevede che il torio possa essere in grado di sostituire l'uranio come combustibile nucleare nei reattori, ma finora sono stati realizzati solo pochi reattori alimentati a torio .

## Caratteristiche
Il torio è un metallo reperibile in natura, debolmente radioattivo. In natura si trova solo come torio-232, il suo isotopo più stabile, che decade con emissione α. 
Se puro e in forma metallica, è di colore bianco argenteo che si mantiene lucido per molti mesi; però se viene contaminato con il suo ossido si annerisce lentamente all'aria diventando prima grigio e poi nero. L'ossido di torio (ThO2), detto anche toria, ha uno dei più alti punti di fusione di tutti gli ossidi (3300 °C). Quando vengono scaldati all'aria, i trucioli metallici di torio prendono fuoco e bruciano con una brillante luce bianca.

## Applicazioni
Applicazioni del torio:
- Reticelle per lanterne a gas portatili. Queste reticelle rilucono di una luce bianca abbagliante quando vengono scaldate nella fiamma del gas.
- In leghe di magnesio, cui conferiscono grande durezza e resistenza alla fatica ad alte temperature.
- Il torio è usato per rivestire i fili di tungsteno nel catodo a riscaldamento diretto delle valvole grazie alla sua grande emissione elettronica, è usato ancor oggi nei tubi a riscaldamento diretto quali quelli dei trasmettitori TV di potenza.
- Il torio è stato usato in elettrodi per saldatura e ceramiche resistenti al calore.
- Il suo ossido è usato per controllare la dimensione della grana del tungsteno usato nei filamenti delle lampade a incandescenza.
- Il suo ossido è usato per crogioli da laboratorio per alte temperature.
- L'ossido di torio aggiunto al vetro permette di creare vetri con alto indice di rifrazione e dispersione molto bassa. Perciò trova applicazione in lenti di alta qualità per macchine fotografiche e strumenti scientifici.
- L'ossido di torio è stato usato come catalizzatore per:
  - la conversione di ammoniaca in acido nitrico.
  - Nel cracking del petrolio.
  - Nella produzione di acido solforico.
- Il rapporto uranio-torio è stato usato per datare fossili di ominidi.
- Come materiale fertile per produrre combustibile nucleare. In particolare il progetto proposto di reattore ad amplificazione di energia dovrebbe impiegare torio. Poiché il torio è più abbondante dell'uranio, i progetti delle cupole dei reattori nucleari incorporano il torio nel loro ciclo del combustibile nucleare.
- Il diossido di torio (ThO2) era l'ingrediente attivo del torotrasto, che era usato nella diagnostica medica a raggi X: questo uso è però stato abbandonato per via della carcinogenicità di tale composto.
- Centrali nucleari di nuova generazione: produce scorie che durano solo poche decine di anni.[1]

## Storia
Il torio fu identificato nel 1815 dal chimico svedese Jöns Jakob Berzelius, che durante le sue successive indagini (1828) lo battezzò così in onore di Thor, il dio norreno del tuono. Il torio metallico non aveva praticamente nessun uso pratico prima dell'invenzione della reticella per lanterne nel 1885. Il nome Ionio fu usato per un isotopo del torio nei primi studi sulla radioattività.

## Disponibilità
Il torio si trova in piccole quantità nella maggior parte delle rocce e dei suoli, dove è circa dieci volte più abbondante dell'uranio ed è circa comune quanto il piombo. Il terreno contiene di solito una media di sei ppm di torio; tale elemento si rinviene anche in molti minerali di cui il più comune è la monazite, formata da fosfato di torio e terre rare, che contiene fino al 12% di ossido di torio e di cui esistono depositi consistenti in vari paesi. L'isotopo torio-232 decade molto lentamente (la sua emivita è circa tre volte l'età attuale della Terra), ma la maggior parte degli altri isotopi di torio fanno parte della catena di decadimento del torio e dell'uranio e sono molto più radioattivi: tuttavia la loro frazione rispetto all'isotopo "stabile" è trascurabile.
Le riserve mondiali accertate al 2007 ad un costo estrattivo inferiore ai 80 $/kg ammontano a circa 2,6 milioni di tonnellate. Le principali riserve sono situate in Australia, Stati Uniti d'America, Turchia, India, Venezuela e Brasile; questi paesi hanno ognuno fra il 12 ed il 19% delle riserve mondiali.

### Giacimenti in Italia
In Italia il torio è presente in discrete quantità, soprattutto nel Lazio settentrionale, Mont Mort (che si trova sopra al tunnel del Gran San Bernardo al confine tra Svizzera e Valle d'Aosta, a 2867 metri), Etna. Non è conosciuta l'entità di tali riserve. Carlo Rubbia parla di giacimenti anche in Umbria ed Abruzzo.

## Il torio come combustibile nucleare

Radiotossicità (in sievert per gigawatt termico all'anno) del combustibile esausto scaricato dai reattori per diversi cicli del combustibile, in funzione del tempo. Il torio determina scorie radioattive a vita più breve e meno radiotossiche.

Il torio, come l'uranio, può essere usato come combustibile in un reattore nucleare: anche se di per sé non è fissile, il torio-232 (232Th) assorbe neutroni termici trasmutandosi in uranio-233 (233U), che invece lo è. Perciò il torio viene considerato fertile, come l'uranio-238 (238U).
L'uranio-233 è migliore dell'uranio-235 e del plutonio-239 per via della sua maggiore resa in termini di assorbimento dei neutroni, che consente di realizzare un ciclo di alimentazione a partire da altri materiali fissili (uranio-235 e plutonio-239) simile ma più efficiente di quello basato sull'uranio-238 e sul plutonio nei reattori termici.
232Th assorbe un neutrone trasformandosi in 233Th che successivamente decade in 233Pa e quindi in 233U. Il combustibile così irraggiato viene quindi scaricato dal reattore, 233U separato dal torio e usato per alimentare un altro reattore come parte di un ciclo chiuso.
Tra i problemi connessi a questo utilizzo rientrano gli elevati costi di produzione del combustibile, legati all'alta radioattività dell'uranio-233, che è sempre contaminato da tracce di uranio-232; anche il riciclo del torio presenta problemi simili dovuti all'altamente radioattivo 228Th; 233U può inoltre essere impiegato per la produzione di ordigni nucleari e pone alcuni problemi tecnici per il suo riciclo. Tali difficoltà hanno spinto molti a giudicare improbabile l'uso del torio come combustibile nucleare, data l'abbondante disponibilità di uranio.
Nondimeno, il ciclo combustibile del torio può essere potenzialmente utile sul lungo periodo, data la sua possibilità di produrre combustibile senza dover ricorrere a reattori a neutroni veloci. Il torio è significativamente più abbondante dell'uranio, risultando quindi un fattore chiave per la sostenibilità dell'energia nucleare.
Il vantaggio più evidente è tuttavia quello riguardante le scorie: il "combustibile" esausto scaricato da un reattore autofertilizzante al torio ha una radiotossicità estremamente più bassa (di svariati ordini di grandezza) rispetto a qualunque reattore all'uranio-plutonio: dopo meno di un secolo è infatti inferiore a quella dell'uranio naturale ed addirittura, nei reattori termici al torio è fin dall'inizio inferiore. Si ritiene pertanto che le scorie andrebbero confinate solamente per circa 300 anni (meno di quanto non serva per molti prodotti dell'industria chimica). A titolo di confronto il "combustibile" esausto di un reattore all'uranio di 3ª generazione, per ridurre la propria radiotossicità a livelli inferiori a quelli dell'uranio naturale di partenza, impiega circa un milione di anni, mentre il combustibile di un reattore autofertilizzante all'uranio-plutonio impiega decine di migliaia di anni.
L'India possiede ingenti riserve di torio ed ha quindi pianificato un ambizioso programma nucleare che ambisce ad escludere l'uranio come materia prima. Anche la Cina già nel 2011 prendeva in considerazione un programma nucleare basato sul torio da attuare nell'arco di una ventina d'anni e nel 2024 ha iniziato la costruzione di un impianto pilota nel deserto del Gobi, che dovrebbe essere ultimato nel 2029.

## Isotopi
In natura il torio si presenta con un unico isotopo, 232Th, che è il più stabile dei 32 isotopi conosciuti, la cui massa atomica è compresa tra 207 e 238 u.
232Th ha un'emivita di oltre 14 miliardi di anni, seguono in ordine di stabilità decrescente 230Th (75 380 anni), 229Th (7 340 anni) e 228Th (1,92 anni).
Tutti gli altri rimanenti isotopi hanno emivite comprese tra i 30 mesi e 25 ore. Del torio è noto anche un metastato.

## Precauzioni
Il torio metallico polverizzato si incendia molto facilmente e deve essere maneggiato con cautela. La disintegrazione di isotopi instabili del torio produce un isotopo del radon (220Rn): il gas Radon è radioattivo e pericoloso per la salute. Perciò è fondamentale che i locali in cui è immagazzinato del torio siano ben ventilati.
L'esposizione al torio in aria può portare ad un aumento del rischio di cancro ai polmoni, al pancreas, ai reni e al sangue. L'ingestione di torio provoca danni al fegato. Il torio non ha ruoli biologici noti. Vedi anche torotrasto.